# LNER A1 Tornado
A Tornado az Arthur H. Peppercorn által tervezett A1-es osztályba tartozó gőzmozdony, amely 2008-ban gördült ki a szerelőcsarnokból. Nagy-Britanniában ez az első fővonali gőzmozdony, amely 1960 óta készült.

## Készítése
Az A1-es gőzmozdony az 1923 és 1948 között működő London and North Eastern Railway (LNER) egyik legsikeresebb gépe volt. Közülük azonban egy sem maradt meg, valamennyit újrahasznosították ócskavasként, az utolsót, a Saint Mungót 1966 szeptemberében darabolták fel.
A mozdony megépítését egy nonprofit szervezet, az A1 Steam Locomotive Trust kezdeményezte és támogatta. Az építéshez szükséges pénzt adományokból gyűjtötte össze. Magánszemélyek és nagyvállalatok egyaránt támogatták a projektet. A vasútbarátokat a többi között azzal a reklámmal hódították meg, hogy mondjanak le heti egy korsó sörről, és annak árát utalják át az új A1-es építésére. A mozdony építése nagyjából három és fél millió fontba került.
A Darlingtonban készült A1-es nem tökéletes másolata az eredetinek, hiszen a vasútbiztonsági előírások jelentősen megváltoztak az 1960-as években érvényben lévő szabályokhoz képest. Más esetben a korszerű gyártástechnológia miatt módosítottak: az új gép kazánját például hegesztették, míg az eredeti A1-eseké szegecselt volt, a tűzszekrényt pedig acélból készítették réz helyett. A szerkocsi is hegesztett lett, nem pedig szegecselt. A gőzmozdony alacsonyabb is a régieknél, mert csak így közlekedhet több fővonalon.
A Tornado 2008. augusztus 1-jén gördült műhelyéből a nyilvánosság elé. A szakhatóságok óránkénti 90 mérföldes sebességre engedélyezték. Az LNER egykori fő színének megfelelően almazöldre festett új A1-es gőzmozdony a 60163-as pályaszámot kapta. A mozdonyt a brit légierő által használt, az 1991-es öbölháborúban sikeresen bevetett Panavia Tornado vadászbombázóról nevezték el.
Fővonali engedélye birtokában a Tornado rendszeresen vontat szerelvényeket Nagy-Britanniában. 2010. június 23-án az ő segítségével helyezték át a sebességrekorder LNER A4 Mallardot a brit vasúttörténeti múzeum yorki kiállításáról a shildoni intézménybe.

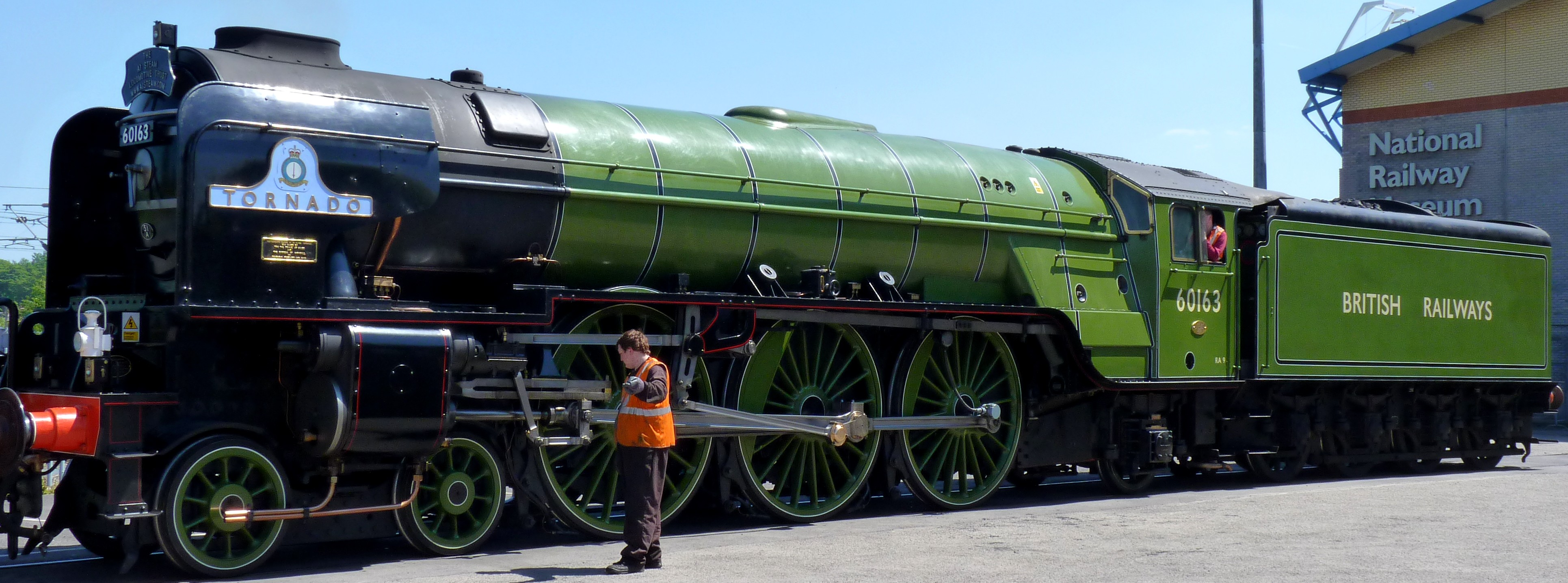
A Tornado Peppercorn a yorki vasúttörténeti múzeum udvarán

## Multimédia
- A Tornado Peppercorn érkezése Yorkba